# Dipartimento di San Pedro (Misiones)
San Pedro è un dipartimento argentino, situato nel centro-est della provincia di Misiones, con capoluogo San Pedro.
Esso confina con i dipartimenti di General Manuel Belgrano, Eldorado, Guaraní, Montecarlo, e con la repubblica del Brasile.
Secondo il censimento del 2010, su un territorio di 3.426 km², la popolazione ammontava a 31.051 abitanti.
Municipi del dipartimento sono:
- San Pedro